# Klížska Nemá
Klížska Nemá (Hongaars:Kolozsnéma) is een Slowaakse gemeente in de regio Nitra, en maakt deel uit van het district Komárno.
Klížska Nemá telt 546 inwoners.